# Where You Live
Where You Live è il settimo album di Tracy Chapman, pubblicato nel 2005.

## Tracce
1. Change – 5:07
2. Talk To You – 4:28
3. 3000 Miles – 5:59
4. Going Back – 5:23
5. Don't Dwell – 3:22
6. Never Yours – 3:37
7. America – 3:44
8. Love's Proof – 3:45
9. Before Easter – 3:04
10. Taken – 3:43
11. Be and Be Not Afraid – 4:45